# Orto botanico di Vico d'Elsa
L'Orto Botanico di Vico d'Elsa si trova in via Zambra, 3/a a Vico d'Elsa frazione del Comune di Barberino Val d'Elsa. Il giardino si adagia su una collina del piccolo borgo che guarda San Gimignano.
L'Orto è nato grazie all'Associazione "Il Giardino SottoVico" ed ai numerosi contributi dell'Amministrazione comunale di Barberino val d'Elsa, della Banca di Credito Cooperativo di Cambiano e della Provincia di Firenze. Ospita piante grasse provenienti dai diversi continenti del pianeta, è costituito da una serra principale e da un ampio giardino adibito ad ospitare alcune piante aromatiche. Il progetto nasce per dare a tutte le persone un luogo di incontro e per rendere la diversità di ognuno parte integrante del progetto. La diversità delle piante diventa dunque simbolo della diversità umana ponendola in un contesto di armonia e di pace.

## Pianta dell'orto
L'orto è suddiviso internamente per rappresentare le cinque aree dei sensi. Ogni area stimola una singola parte di noi e attraverso l'intero percorso il visitatore è guidato a riscoprire odori, suoni e sensazioni.

## Orario di apertura
Nel periodo estivo il giardino osserva i seguenti orari:
| Giorno   | Mattina      | Pomeriggio    | Sera          |
| -------- | ------------ | ------------- | ------------- |
| Venerdì  |              | 18.00 - 20.00 | 21.00 - 23.00 |
| Sabato   | 9.00 - 12.00 | 18.00 - 20.00 | 21.00 - 23.00 |
| Domenica | 9.00 - 12.00 | 18.00 - 20.00 | 21.00 - 23.00 |